# Smicrips
Smicrips är ett släkte av skalbaggar. Smicrips ingår i familjen Smicripidae.
Smicrips är enda släktet i familjen Smicripidae.
Kladogram enligt Catalogue of Life:
| Smicrips | \| \| Smicrips palmicola \| \| \| \| \| \| Smicrips texana \| \| \| \| |
|          | \| \| Smicrips palmicola \| \| \| \| \| \| Smicrips texana \| \| \| \| |
|          | Smicrips palmicola                                                     |
|          |                                                                        |
|          | Smicrips texana                                                        |
|          |                                                                        |